# Enochrus aridus
Enochrus aridus är en skalbaggsart som beskrevs av Gundersen 1977. Enochrus aridus ingår i släktet Enochrus och familjen palpbaggar. Inga underarter finns listade i Catalogue of Life.